# Kamen Rider Gai (A.R World)
Kamen Rider Gai (□□□□□□□□, kamen raida gai, Masked Rider Gai) là một Rider sử dụng sức mạnh của mình trang bị Monter Contract Metalgelas. Ông được nhìn thấy khi chiến đấu với Kamen Rider Imperer (A.R World) và Kamen Rider Raia (A.R World), với Strike Vent.

## Thông tin chung
- Giới tính: Nam
- Series: Kamen Rider Decade
- Motif: Tê giác
- Homeworld: Trái Đất (Ryuki World)
- Loại Rider: Anti-Hero
- Sự xuất hiện đầu tiên: Battle Trial: Ryuki World
- Xuất hiện cuối: Battle Trial: Ryuki World
- Số lần xuất hiện:
- 1(Decade).
- Diễn viên: N/A

## Lịch sử
Ông là một trong những Rider tham gia phán xét cho Natsumi Hiraki trong Ryuki World, cùng với Shinji Tatsumi, Ren Harugo và A.R Rider Ryuki khác. Ông chiến đấu với Kamen Rider Raia (A.R World) và Kamen Rider Imperer (A.R World), kết quả trận đấu đã không được hiển thị. Ông có thể đã bị giết bởi Kamen Rider Imperer (A.R World). Ông, cùng với Kamen Rider Raia (A.R World) và Kamen Rider Femme (A.R World), có số lần xuất hiện ít nhất trong các A.R Rider Ryuki.

## Xuất hiện
Bài chi tiết: Kamen Rider Gai (A.R World)/Số lần xuất hiện